# Курники (Вінницький район)
Ку́рники — село в Україні, у Вінницькому районі Вінницької області. Населення становить 107 осіб. Входить до складу Тиврівської селищної громади.

## Історія
12 червня 2020 року, відповідно до Розпорядження Кабінету Міністрів України від  № 707-р «Про визначення адміністративних центрів та затвердження територій територіальних громад Вінницької області», увійшло до складу Тиврівської селищної територіальної громади.
19 липня 2020 року, в результаті адміністративно-територіальної реформи та ліквідації Тиврівського району, село увійшло до складу Вінницького району.

## Люди
В селі народився Шварцман Мойсей Фроїмович (1911—1944) — радянський офіцер, учасник німецько-радянської війни, Герой Радянського Союзу.

## Галерея

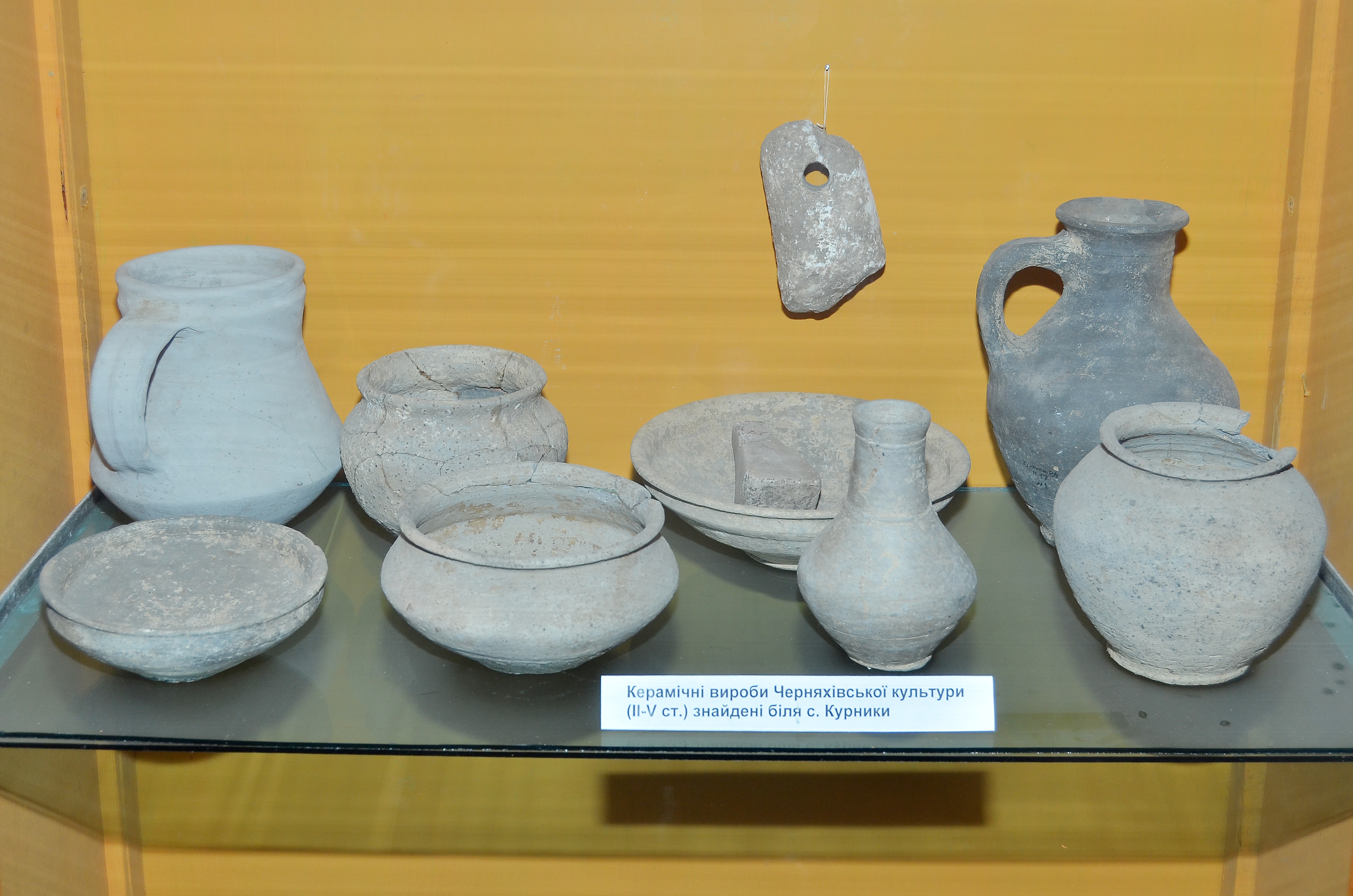
Керамічні вироби Черняхівської культури, знайдені в с. Курники